# Le Trio Joubran
Le Trio Joubran ist ein palästinensisches Oud-Trio. Die drei Brüder haben durch ihre Weiterentwicklung arabischer Volksmusik und ihre virtuose Spieltechnik internationale Bekanntheit erreicht.

## Geschichte
Die drei Brüder Samir (* 1973), Wissam (* 1983) und Adnan (* 1985) Joubran wuchsen in einer musikalischen Familie in Nazaret auf, in der das Oudspiel und besonders auch der Bau dieses Instrumentes eine lange Tradition hatte, die bereits auf den Urgroßvater der Gebrüder Joubran zurückgeht. Der Vater der Musiker, Hatem Joubran, ein bekannter Oudbauer und die Mutter Ibtisam Hanna, eine Sängerin, begannen schon früh mit der musikalischen Ausbildung ihrer Söhne.
Samir, der älteste der drei Brüder, begann als Erster seine Karriere mit den Alben Taqaseem (1996) und Sou'fahm (2001). Bald schon erlangte er internationale Bekanntheit für sein virtuoses Oud-Spiel und begann mit anderen bekannten Künstlern, vor allem dem Dichter Mahmud Darwisch zusammenzuarbeiten.
Sein drittes Album, Tamaas, nahm er mit seinem Bruder Wissam auf. Wissam Joubran hatte sich zu dieser Zeit bereits der Tradition seiner Familie folgend einen Ruf als Instrumentenbauer erarbeitet und als erster arabischer Student das renommierte Stradivari-Konservatorium in Cremona absolviert.  Seit dieser Zeit lebt und arbeitet die Gruppe hauptsächlich in Paris. Randana (2005) war die erste Platte in Triobesetzung. Seit Majâz (2008) wird die Gruppe häufig von dem ebenfalls aus Palästina stammenden Perkussionisten Yousef Hbeisch begleitet.

## Musik
Eine Besonderheit des Trio Joubran liegt in der Besetzung: Der Oud wird in der arabischen Musik üblicherweise nur einzeln eingesetzt. Die Brüder Joubran setzen erstmals erfolgreich drei Ouds gemeinsam ein und erinnern damit an das Gitarrentrio von John McLaughlin, Al Di Meola und Paco de Lucía, die sie auch als ihre Vorbilder bezeichnen. Dabei verbinden sie traditionelle Maqam-Kompositionen mit von spanisch-arabischer Musik beeinflussten Spieltechniken und am Jazz orientierten Improvisationen. Die für die neuartige Spielweise der Brüder benötigten Instrumente stellt Wissam Joubran selbst her. Oftmals handelt es sich dabei um Spezialanfertigungen mit zusätzlichen Basssaiten.

## Diskografie
Adnan Joubran
- 2014: Borders behind (World Village)

Samir Joubran
- 1996: Taqaseem
- 2001: Sou'fahm

Samir und Wissam Joubran
- 2003: Tamaas (Daqui)

Le Trio Joubran
- 2005: Randana (Smd Neo-di)
- 2007: Majâz (Smd Neo-di)
- 2009: A l'Ombre des Mots (CD+DVD, World Village)
- 2011: As Fâr
- 2013: Le Trio Joubran-the First 10 Years (CD+DVD, World Village)
- 2018: The Long March

Le Trio Joubran (Singles)
- 2007: Masâr
- 2007: Roubbama
- 2007: Laytana
- 2007: Sama
- 2007: Shajan
- 2011: Nawwâr
- 2018: The Trees We Wear
- 2018: The Long March
- 2018: More Than Once
- 2018: The Hanging Moon